# 馬經 (報紙)
馬經是在香港衍生出來的名詞。其他地方或會叫作「馬報」。

## 馬經起源
賽馬活動在香港甚為蓬勃，馬報當然就因馬迷應運而生。2009年至2010年，賽馬入場人數超過100萬人次，包括日間賽事707，971人及夜間賽事323，936人。
就香港的馬經而言，主要的功用是提供賽馬消息，包括馬匹狀態、賽事場次排位、賽前晨操、試閘，騎師馬匹資料（例如往績、綵衣款式等）、賠率（一般讀者最關注的），及一些馬評人提供的貼士等，賽後會有賽事結果、派彩和賽後檢討等。
有些馬經會隨主要中文報紙附送，作為該報紙的一部分。也有些馬經是獨立出版，迎合一些只需要賽馬消息的讀者需要。獨立出版的馬經一般比較傳統，其版面編排亦保留了數十年前報紙的風格，一般只以黑白套色印刷。
馬經的銷量與馬評人的名氣，及其所提供貼士的準繩度息息相關。幾份主要中文報紙的馬經版，皆以著名馬評人、前練馬師或騎師以作招徠。
根據一份由香港中文大學新聞與傳播系師生於1999年的調查所得，當年市面上約有30份報道賽馬資訊的刊物。馬報的發行，只在賽事前一兩天才出版，出版時間是根據賽馬日和馬會發放消息的時間為準。馬報和日報的馬經版的內容也有所不同，馬報以貼士、賠率及排位為主，而且版面甚少放置圖片。以24名馬迷為訪問對象的結果發現，綜合報章的馬經版以《蘋果日報》及《東方日報》較受歡迎，至於馬報方面，則以《專業馬訊》領先。為了應付日報馬經版帶來的衝擊，各大馬報都以其獨特風格吸引讀者，例如《天皇馬經》以伸張正義見稱、《冷門馬經》則注重晨操、《老五馬經》以術數預測為其中一個賣點、《職業馬報》以馬圈新聞故事為題、《專業馬訊》資料最為齊全等。 
近年電子媒體崛起，威脅傳統紙媒的生存空間，自回歸以來，香港已有好幾份報章停刊，但香港的馬報卻不受影響，因為馬報的經營成本遠遠低於綜合報章，另外報章的新聞已是隔日的新聞，並不是即時的新聞，電子媒體的出現，使人能獲得即時的新聞，相對而言，時間性對賽馬較為次要，馬報許多專欄在於評論，是否即時關係不大。以《新報》為例，在2015年停刊，《新報馬經》卻可獨立出來經營，目前仍在運作中。

## 名字由來
以前的馬經一般不是以報紙形式發行，是一本書的形式發行，於是就變成了「馬書」
因為廣東話中「書」與「輸」同音，一般賭徒因為意頭忌諱所以就將「馬書」改叫「馬經」或者「馬報」。
早報現也是一份香港歷史最久一份馬經報

## 著名馬經
- 太陽馬經
- 騎師日報
- 職業馬報
- 專業馬訊
- 田豐馬經（田豐日報於1967年被港英政府勒令停刊後轉型為馬經）
- 大勝馬經
- 幸運馬經
- CALL馬
- 新報馬經及新報馬簿（新報於2015年7月停刊後, 馬經版及馬簿由同年9月起獨立出版）
- MyTV Super 18台
- 競馬
- Racing Post（英语：Racing Post）
- Sporting Life（英语：Sporting Life）
- Paris Turf（英语：Paris Turf）
- Horse Racing Australia（英语：Horse Racing Australia）
- Daily Racing Form（英语：Daily Racing Form）